# Smokey Hogg
Andrew "Smokey" Hogg fue un guitarrista y cantante de blues, nacido en Westconnie, Texas, el 27 de enero de 1914, y fallecido en McKinney, también en Texas, el 1 de mayo de 1960.
Es uno de los representantes más importantes del country-blues eléctrico tejano, junto con Lightnin`Hopkins o Frankie Lee Sims. Bajo la influencia de la música de Blind Lemon Jefferson, Texas Alexander y Big Bill Broonzy, pasó muchos años en la carretera, tocando en calles y locales. En 1937 conoció a Black Ace, quien le facilitó su primer contrato discográfico con Decca. 
Bebedor e inestable, vivió en Los Ángeles y consiguió bastante popularidad por su estilo rítmico y moderno. Grabó un gran número de discos entre 1947 y 1954.
Los últimos años de su vida estuvo condenado al olvido y en la miseria.